# U-38
O Unterseeboot U-38 foi um U-boot tipo IXA da Kriegsmarine da Alemanha Nazi que operou durante a Segunda Guerra Mundial.
A sua quilha foi batida no dia 15 de abril de 1937 pela AG Weser de Bremen como o número de estaleiro 943. Ele foi lançado a 9 de agosto de 1938 e comissionado a 24 de outubro, com o Kapitänleutnant Heinrich Liebe no comando.
O U-38 conduziu onze patrulhas como parte de várias flotilhas. Durante a sua carreira o submarino afundou mais de 30 embarcações inimigas e danificou uma. O U-38 é um dos U-boots de maior sucesso na Segunda Guerra Mundial. O submarino seria afundado a oeste de Wesermünde (moderna Bremerhaven) no dia 5 de maio de 1945; durante a guerra, o U-boot não perdeu um único elemento entre a sua tripulação.

## Projecto
Como um dos oito submarinos originais alemães do tipo IX, mais tarde designado IXA, o U-38 teve um deslocamento de 1 032 toneladas quando na superfície e 1 153 toneladas quando submerso. O U-boot tinha um comprimento total de 76,50 metros e 58,75 metros do casco de pressão, uma boca de 6,51 metros, uma altura de 9,40 metros, e um calado de 4,70 metros. O submarino era movido por dois motores a diesel MAN M 9 V 40/46 com supercompressor, de quatro tempos e nove cilindros produzindo um total de 3240 kW para uso na superfície e dois motores eléctricos de dupla acção Siemens-Schuckert 2 GU 345/34, produzindo um total de 740 kW para uso enquanto submerso. Ele tinha dois eixos propulsores e duas hélices com 1,92 metros de diâmetro. O submarino era capaz de operar em profundidades de até 230 metros.
O submarino tinha uma velocidade máxima de superfície de 33,7 quilómetros por hora e uma velocidade máxima submersa de 14,3 km/h. Quando submerso, o submarino podia operar por 120-144 quilómetros a 7,4 km/h; quando emergisse, ele poderia viajar cerca de 19400 quilómetros a 19 km/h. O U-38 foi equipado com seis tubos de torpedo de 53,3 centímetros (quatro instalados na proa e dois na popa), 22 torpedos, um canhão naval de 10,5 centímetros SK C/32, 180 munições, um canhão de 3,7 cm SK C/30, e também um canhão antiaéreo de 2 cm C/30. O submarino era operado por uma tripulação de quarenta e oito elementos.

## Histórico de serviço

### Primeira patrulha
Para a sua primeira patrulha o U-38 deixou o porto de Wilhelmshaven no dia 19 de agosto de 1939. O submarino operou ao largo da costa de Lisboa, regressando ao porto no dia 18 de setembro. Durante esse período de quatro semanas, o U-38 afundou dois navios.
A 5 de setembro de 1939, o U-38 parou o navio francês Pluvoise, examinou os seus documentos e deixou o navio seguir a sua rota. Uma vez em segurança, o Pluvoise transmitiu o ocorrido, avisando os outros navios sobre o submarino. Devido a este incidente Liebe foi repreendido. As regras já estritas que restringiam a guerra submarina ficaram ainda mais rígidas para evitar a recorrência do evento e todos os submarinos foram instruídos a evitar o contacto com qualquer navio mercante francês.
No dia seguinte, a 6 de setembro, cargueiro a vapor britânico SS Manaar foi afundado. O U-38 abriu fogo contra o cargueiro com a intenção o deter, mas o cargueiro respondeu de volta. Esta foi a primeira vez que um navio mercante retaliou contra um submarino. Atordoado por esta resposta inesperada, o U-38 mergulhou e afundou o Manaar com torpedos. Citando o facto de que o Manaar havia disparado contra os alemães, Liebe não auxiliou os sobreviventes, argumentando que a embarcação estava isenta de protecção de acordo com o Protocolo Submarino. Berlim divulgaria para a mídia a narrativa de que o Manaar havia disparado contra o U-38. Embora Karl Dönitz não acreditasse que os seus submarinos devessem ter que manter a adesão ao Protocolo Submarino quando se deparassem com navios mercantes armados, devido à situação política, as restrições permaneceram em vigor após este incidente e ele apenas conseguiu dar instruções a todos os submarinos para terem precaução no exercício das missões. O oficial de rádio James Turner permaneceu no seu posto até ao último momento. Ao sair, ele encontrou dois lascares, um deles gravemente ferido. Turner resgatou os dois homens enquanto estava sob fogo contínuo do U-38; pelas suas acções heróicas Turner seria premiado com a Medalha de Galantaria do Império.
A 11 de setembro de 1939, enquanto navegava com a bandeira tricolor irlandesa, o Inverliffey foi bombardeado e afundado. Apesar do protesto do capitão William Trowsdale de que eram irlandeses, Liebe disse que "lamentava" mas iria afundar o Inverliffey porque a embarcação transportava gasolina contrabandeada para a Inglaterra. A tripulação foi para os botes salva-vidas, e o Inverliffey começou a arder ferozmente, colocando os botes salva-vidas em perigo. Arriscando-se a si mesmo, o submarino alemão aproximou-se, lançou cabos nos botes salva-vidas e rebocou-os para um local seguro. Como o bote salva-vidas do capitão Trowsdale ficou danificado, os ocupantes foram autorizados a embarcar no submarino. O capitão não tinha colete salva-vidas, então ele recebeu um dos alemães. O U-38 parou o petroleiro americano RG Stewart e colocou o tripulação do Inverliffey a bordo. Apenas dois dias antes, a Inver havia transferido os seus navios dos irlandeses para o registo britânico.

### Segunda patrulha
Depois de quase dois meses no porto o U-38 deixou Wilhelmshaven a 12 de novembro de 1939, novamente com Heinrich Liebe no comando. Esta segunda patrulha levaria o submarino a operar nas águas a noroeste da Noruega.
No dia 17 de novembro de 1939, o Alto Comando Naval (SKL) emitiu ordens para o U-38 e o U-36 explorarem a localização da Basis Nord, uma base naval alemã secreta a ser usada como ponto de partida para ataques a navios aliados localizados na Península de Kola e fornecidos pela União Soviética. A missão exigia que mensagens codificadas fossem enviadas aos navios da Marinha Soviética que patrulhavam a área precedendo a uma força soviética que navegaria até ao local em perspectiva.
O U-36 nunca deixou o Mar da Noruega e foi afundado pelo submarino britânico HMS Salmon. O U-38 contornou o Cabo Norte tranquilamente e chegou à Baía de Teriberka a meio da tarde de 26 de novembro. Navegando silenciosamente para a baía, o U-38 teve que evitar ser avistado por navios mercantes, a fim de ajudar a manter a aparência de neutralidade naquela época. O capitão do U-38 comentou que, enquanto estava na área do Cabo Norte e da Península de Kola, ele tinha observado entre 30 a 40 alvos e, lamentavelmente, teve que tomar uma postura 'inofensiva para [todos] eles'.
Depois de completar a missão clandestina de reconhecimento, o U-38 voltou a atacar e afundou três navios, dois britânicos e um grego. O cargueiro a vapor britânico SS Thomas Walton foi afundado a 7 de dezembro, o cargueiro a vapor grego SS Garoufalia foi destruído a 11 de dezembro e o cargueiro a vapor britânico Deptford foi afundado a 13 de dezembro. Após um período operacional de quatro semanas e meia, o U-38 regressou a Wilhelmshaven no dia 16 de dezembro.

### Terceira patrulha

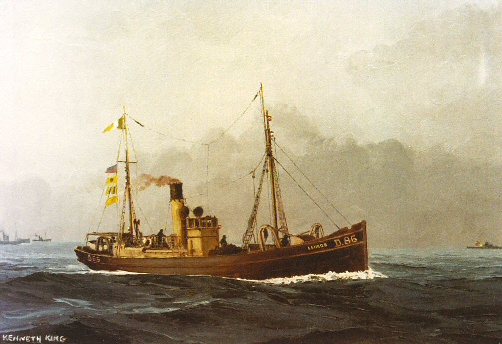
, uma traineira de pesca neutra que foi afundada. Pintura de Kenneth King do Museu Marítimo Nacional da Irlanda

Uma vez mais o U-38 passaria um tempo considerável no porto antes de partir a 26 de fevereiro de 1940 para operações nas águas ocidentais da Grã-Bretanha e da Irlanda.
O U-38 afundaria seis navios nesta patrulha. O primeiro enviado ao fundo foi o arrastão a vapor irlandês neutro ST Leukos a 9 de março, com um único projéctil à queima-roupa ao largo da Ilha Tory; todos os 11 tripulantes faleceram. O Leukos estava a pescar na companhia de traineiras britânicas; especula-se que ele se tenha posicionado entre o submarino emergente e os britânicos em fuga, acreditando que as suas cores neutras manteria a traineira protegida. Este evento foi seguido pelo naufrágio dos cargueiros motorizados dinamarqueses SS Argentina a 17 de março e SS Algier e SS Christiansborg a 21 de março. Dias mais tarde o cargueiro norueguês MV Cometa também foi afundado, a 26 de março. O sexto e último navio afundado durante esta terceira patrulha foi o cargueiro a vapor finlandês SS Signe a 2 de abril. Depois de quase seis semanas em alto mar, o U-38 regressou a Wilhelmshaven no dia 5 de abril de 1940.

### Quarta patrulha
O U-38 deixou o seu porto, Wilhelmshaven, com Heinrich Liebe no comando, no dia 8 de abril de 1940. Ele navegaria pelas águas da Noruega, prestando apoio à ocupação daquele país pelas tropas alemãs. Durante esta patrulha, o U-38 relatou problemas com os seus torpedos após o HMS Effingham ter sido atingido sem nenhum resultado. O U-38 voltaria ao porto a 27 de abril.
Houve duas batalhas navais de Narvik a 10 e a 13 de abril de 1940. O U-38 e o U-65 foram posicionados à entrada do fiorde; quando a Marinha Real Britânica chegou, o U-38 disparou contra o HMS Valiant e o HMS Southampton, contudo não conseguiu acertar em nenhum deles. Na segunda batalha, o U-38 disparou contra o Effingham, porém os torpedos voltaram a falhar.

### Quinta patrulha
Para a sua quinta patrulha, o U-38 partiria novamente de Wilhelmshaven com Heinrich Liebe no comando, a 6 de junho de 1940; o submarino iria patrulhar as águas do sul da Irlanda. Durante esta operação, Liebe atingiu seis navios, dois dos quais navegavam em comboios. A 14 de junho, o U-38 afundou o cargueiro a vapor grego SS Mount Myrto; no dia seguinte, o U-38 afundou dois navios, ambos navegando como parte do comboio HX 47, que partiu de Halifax para a Inglaterra. O primeiro a ser afundado foi o cargueiro a vapor canadiano SS Erik Boye, seguido pelo petroleiro norueguês MV Italia. Cinco dias depois, a 20 de junho, o cargueiro a vapor sueco SS Tilia Gorthon foi afundado; de seguida, o cargueiro a vapor belga SS Luxembourg foi destruído a 21 de junho, seguido pelo cargueiro a vapor grego SS Neion no dia seguinte. Após três semanas no mar, o U-38 regressou a Wilhelmshaven no dia 2 de julho.
Durante esta patrulha, o U-38 conseguiu deixar Walter Simon, um agente nazi, em Dingle Bay, na Irlanda. Sem perceber que os serviços de passageiros da Tralee and Dingle Light Railway haviam sido encerrados quatorze meses antes, ele perguntou quando seria o próximo comboio para Dublin. Ele foi preso e ficaria detido no campo Curragh durante o resto da guerra.

### Sexta patrulha
O U-38 partiria de Wilhelmshaven pela última vez no dia 1 de agosto de 1940, novamente com Heinrich Liebe no comando. Nesta patrulha de um mês na costa oeste da Irlanda, o U-38 atingiu e afundou três navios, todos os quais estavam integrados num comboio no momento do ataque. A 7 de agosto, o navio egípcio SS Mohamed Ali El-Kebir foi afundado enquanto viajava com o comboio HX 61, de Halifax para Gibraltar; 320 faleceram. O cargueiro a vapor britânico SS Llanfair, que viajava como parte do comboio SL-41 de Serra Leoa para a Inglaterra, também foi atingido e afundado. O terceiro e último navio atingido na sexta patrulha do U-38 foi o cargueiro a vapor britânico SS Har Zion enquanto viajava com o comboio OB 225, com uma rota de Liverpool para os Estados Unidos. Depois de quatro semanas no mar, Liebe deixou o U-38 ao seu novo porto de Lorient, na França, a 3 de setembro de 1940.

### Sétima patrulha
Para a sua primeira patrulha a partir de Lorient e a sua sétima no total, o U-38 estaria novamente sob o comando de Heinrich Liebe. O submarino partiu a 25 de setembro para a águas ocidentais da Grã-Bretanha e da Irlanda. O U-38 atacaria cinco navios nesta patrulha, afundando quatro deles. No dia 1 de outubro o cargueiro motorizado britânico MV Highland Patriot foi torpedeado. Depois de duas semanas sem vítimas, o U-38 afundou o cargueiro a vapor grego SS Aenos no dia 17 de outubro, que navegava como parte do comboio SC 7, de Sydney, Nova Escócia para a Inglaterra. No dia seguinte, o cargueiro a vapor britânico SS Carsbreck foi danificado, mas não naufragado, durante a viagem com o comboio SC 7 de Sydney a Grimsby, na Inglaterra. A 19 de outubro, dois navios foram atingidos, ambos navegando no comboio HX 79: o holandês SS Bilderdijk e o cargueiro a vapor britânico SS Matheran. Após estas vitórias, o U-38 regressou a Lorient no dia 24 de outubro de 1940.

### Oitava patrulha
O U-38 partiria de Lorient com Liebe no comando mais uma vez a 18 de dezembro de 1940. A oitava patrulha de guerra da sua carreira envolveria operações novamente nas águas da última patrulha. Nesta, o submarino atingiu e afundou dois navios. A 27 de dezembro destruiu o navio britânico SS Waiotira, e a 31 de dezembro afundou o cargueiro sueco SS Valparaiso, que navegava como parte do comboio HX 97 de Halifax para Glasgow. O U-38 voltou ao porto no dia 22 de janeiro de 1941.

### Nona Patrulha
O U-38 passaria dois meses e meio no porto antes de partir para operações na costa oeste de África a 9 de abril de 1941. Esta seria a sua patrulha de maior sucesso, pois conseguiria afundar de oito navios. A 4 de maio, o cargueiro a vapor sueco SS Japan foi torpedeado enquanto viajava com o comboio OB 310 da Inglaterra para os Estados Unidos. No dia seguinte, o cargueiro motorizado britânico MV Queen Maud foi atingido e afundado. A 23 de maio, o cargueiro motorizado holandês SS Berhala foi afundado enquanto viajava com o comboio OB 318, da Inglaterra para a América. No dia seguinte, o cargueiro a vapor britânico SS Vulcain foi torpedeado e afundado. Seis dias depois, a 29 de maio, o cargueiro a vapor britânico SS Tabaristan foi outra vítima. No dia seguinte os ataques continuaram; o cargueiro a vapor britânico SS Empire Protector foi afundado, assim como o cargueiro a vapor norueguês SS Rinda no dia 31. O oitavo e último navio afundado durante a nona patrulha foi o navio a vapor de carga britânico SS Kingston Hill a 8 de junho. O submarino então regressou a Lorient no dia 29 de junho de 1941, depois de passar onze semanas e meia no mar.

### Décima patrulha
Pela primeira vez na sua carreira, o U-38 partiria para o mar com um novo comandante, o Korvettenkapitän Heinrich Schuch. O submarino partiu no dia 6 de agosto para uma patrulha de cinco semanas no Atlântico Norte. Durante esse tempo, um navio foi atingido, o cargueiro a vapor panamenho SS Longtanker, a 18 de agosto. O U-38 regressou a Lorient no dia 14 de setembro de 1941.

### Décima primeira e décima segunda patrulhas
O U-38 partiria de Lorient pela última vez a 15 de outubro, novamente com Heinrich Schuch no comando. A sua décima primeira patrulha ocorreria novamente no Atlântico Norte. No entanto, durante um período de cinco semanas, nenhum navio foi atingido. O U-38 viajou para a base de submarinos em Bergen, na Noruega, a 21 de novembro e, mais tarde, partiria de Bergen no dia 23 e chegaria a Stettin no dia 29 de novembro.

### Submarino de treino e teste
De dezembro de 1941 a novembro de 1943 o U-38 foi usado como submarino de treino nas flotilhas 24 e 21. Durante o resto da guerra seria usado como submarino de testes, até que foi afundado pela sua própria tripulação no dia 5 de maio de 1945.

### Matilhas
O U-38 fez parte de cinco matilhas:
- Prien (12 – 17 de junho de 1940)
- Grönland (10 – 27 de agosto de 1941)
- Markgraf (27 de agosto – 3 de setembro de 1941)
- Schlagetot (20 de outubro – 1 de novembro de 1941)
- Raubritter (1 – 11 de novembro de 1941)

## Resumo do historial de ataque
Durante o seu serviço na Kriegsmarine, o U-38 afundou 35 navios comerciais totalizando 188967 toneladas de arqueação bruta (TAB), e danificou um total de 3670 TAB.
| Data                   | Navio                | Nacionalidade | Tonelagem | Destino e localização              |
| ---------------------- | -------------------- | ------------- | --------- | ---------------------------------- |
| 6 de setembro de 1939  | Manaar               | Reino Unido   | 7242      | Afundado em 38° 28′ N, 10° 50′ O   |
| 11 de setembro de 1939 | Inverliffey          | Reino Unido   | 9456      | Afundado em 48° 14′ N, 11° 48′ O   |
| 7 de dezembro de 1939  | Thomas Walton        | Reino Unido   | 4460      | Afundado em 67° 52′ N, 14° 28′ L   |
| 11 de dezembro de 1939 | Garoufalia           | Grécia        | 4708      | Afundado em 64° 36′ N, 10° 42′ L   |
| 13 de dezembro de 1939 | Deptford             | Reino Unido   | 4101      | Afundado em 62° 15′ N, 5° 08′ L    |
| 9 de março de 1940     | Leukos               | Irlanda       | 216       | Afundado em 55° 20′ N, 8° 45′ O    |
| 17 de março de 1940    | Argentina            | Dinamarca     | 5375      | Afundado em 60° 47′ N, 0° 30′ O    |
| 21 de março de 1940    | Algier               | Dinamarca     | 1654      | Afundado em 60° 17′ N, 2° 49′ O    |
| 21 de março de 1940    | Christiansborg       | Dinamarca     | 3270      | Afundado em 60° 17′ N, 2° 49′ O    |
| 26 de março de 1940    | Cometa               | Noruega       | 3794      | Afundado em 60° 06′ N, 4° 36′ O    |
| 2 de abril de 1940     | Signe                | Finlândia     | 1540      | Afundado em 58° 52′ N, 1° 31′ O    |
| 14 de junho de 1940    | Mount Myrto          | Grécia        | 5403      | Afundado em 50° 03′ N, 10° 05′ O   |
| 15 de junho de 1940    | Erik Boye            | Canada        | 2238      | Afundado em 50° 37′ N, 8° 44′ O    |
| 15 de junho de 1940    | Italia               | Noruega       | 9973      | Afundado em 50° 37′ N, 8° 44′ O    |
| 20 de junho de 1940    | Tilia Gorthon        | Suécia        | 1776      | Afundado em 48° 32′ N, 6° 20′ O    |
| 21 de junho de 1940    | Luxembourg           | Bélgica       | 5809      | Afundado em 47° 25′ N, 4° 55′ O    |
| 22 de junho de 1940    | Neion                | Grécia        | 5154      | Afundado em 47° 09′ N, 4° 17′ O    |
| 7 de agosto de 1940    | Mohamed Ali El-Kebir | Reino Unido   | 7529      | Afundado em 55° 22′ N, 13° 18′ O   |
| 11 de agosto de 1940   | Llanfair             | Reino Unido   | 4966      | Afundado em 54° 48′ N, 13° 46′ O   |
| 31 de agosto de 1940   | Har Zion             | Reino Unido   | 2508      | Afundado em 56° 20′ N, 10° 00′ O   |
| 1 de outubro de 1940   | Highland Patriot     | Reino Unido   | 14172     | Afundado em 52° 20′ N, 19° 04′ O   |
| 17 de outubro de 1940  | Aenos                | Grécia        | 3554      | Afundado em 59° 00′ N, 13° 00′ O   |
| 18 de outubro de 1940  | Carsbreck            | Reino Unido   | 3670      | Danificado em 36° 20′ N, 10° 50′ O |
| 19 de outubro de 1940  | Bilderdijk           | Países Baixos | 6856      | Afundado em 56° 35′ N, 17° 15′ O   |
| 19 de outubro de 1940  | Matheran             | Reino Unido   | 7653      | Afundado em 57° 00′ N, 17° 00′ O   |
| 27 de dezembro de 1940 | Waiotira             | Reino Unido   | 12823     | Afundado em 58° 10′ N, 16° 56′ O   |
| 31 de dezembro de 1940 | Valparaiso           | Suécia        | 3760      | Afundado em 60° 01′ N, 23° 00′ O   |
| 4 de maio de 1941      | Japan                | Suécia        | 5230      | Afundado em 9° 50′ N, 17° 50′ O    |
| 5 de maio de 1941      | Queen Maud           | Reino Unido   | 4976      | Afundado em 7° 54′ N, 16° 41′ O    |
| 23 de maio de 1941     | Berhala              | Países Baixos | 6622      | Afundado em 9° 50′ N, 17° 50′ O    |
| 24 de maio de 1941     | Vulcain              | Reino Unido   | 4362      | Afundado em 9° 20′ N, 15° 35′ O    |
| 29 de maio de 1941     | Tabaristan           | Reino Unido   | 6251      | Afundado em 6° 32′ N, 15° 23′ O    |
| 30 de maio de 1941     | Empire Protector     | Reino Unido   | 6181      | Afundado em 6° 00′ N, 14° 25′ O    |
| 31 de maio de 1941     | Rinda                | Noruega       | 6029      | Afundado em 6° 52′ N, 15° 14′ O    |
| 8 de junho de 1941     | Kingston Hill        | Reino Unido   | 7628      | Afundado em 9° 35′ N, 29° 40′ O    |
| 18 de agosto de 1941   | Longtaker            | Panamá        | 1700      | Afundado em 61° 25′ N, 30° 50′ O   |